# Metanoia (IAMX)
Metanoia è il sesto album in studio del musicista britannico IAMX, pubblicato il 2 ottobre 2015 dalla Orphic.

## Descrizione
(Chris Corner)
L'album rappresenta un ritorno verso le sonorità degli esordi, con una riduzione della strumentazione alla sola drum machine, sintetizzatore e pianoforte. Gli undici brani si caratterizzano infatti per la marcata impronta elettronica, con alcuni di stampo teatrale (Say Hello Melancholia e Look Outside), electro (North Star) o upbeat (Happiness), senza tralasciare momenti più melodici (Insomnia e Surrender). Lo stile vocale adottato da Chris Corner nell'album spazia tra parti sussurrate ad altre in falsetto e di ispirazione operistica, fino a sezioni più aggressive (come il finale di No Maker Made Me).

Il titolo scelto è un omaggio all'omonimo termine greco, che si traduce letteralmente in «cambiare idea», ma che in maniera più approfondita rappresenta il graduale percorso di rinascita dell'artista a seguito dell'insonnia cronica che lo ha colpito durante il tour di The Unified Field, spingendolo ad isolarsi dal resto del mondo. Corner ha successivamente spiegato il processo di guarigione che lo portato alla creazione dell'album attraverso la seguente dichiarazione:
Un'altra novità che ha contraddistinto la realizzazione del progetto è che è stato concepito interamente in California, precisamente tra Los Angeles e nell'area non incorporata della Wonder Valley. A tal proposito, Corner ha motivato la decisione di trasferirsi da Berlino (dove ha creato il precedente The Unified Field) a Los Angeles in quanto quest'ultima gli ha permesso di dare una «visione più ampia ed adulta della mia vita e del mio lavoro» a differenza di Berlino, da lui ritenuto «un parco giochi» grazie al quale ha avuto spazio e confidenza per i lavori sotto il nome di IAMX ma che lo ha spinto verso una spirale depressiva in quanto si ritrovata a fare musica esclusivamente in pieno inverno.

## Promozione

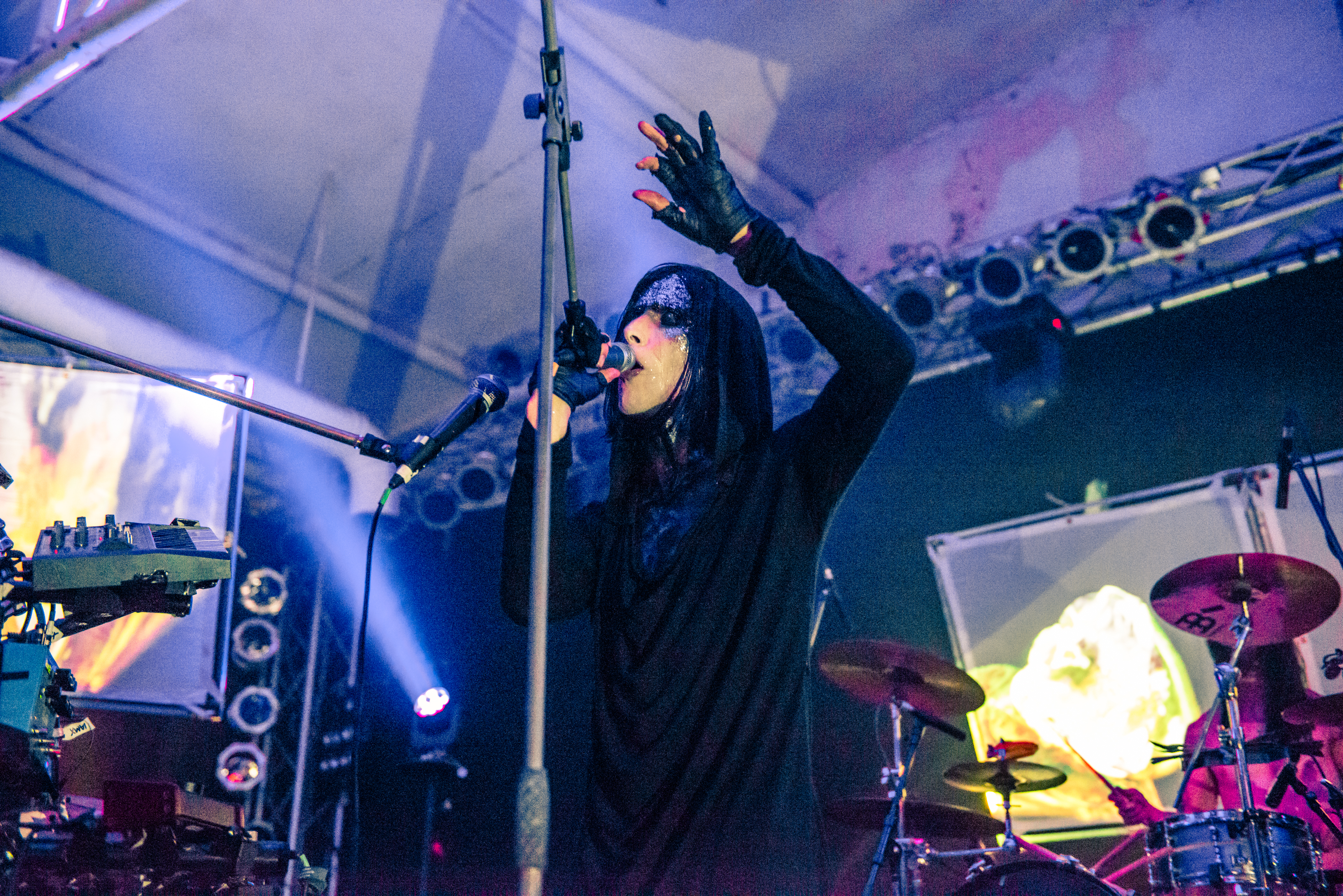
IAMX in concerto a Colonia durante il Metanoia Tour 2015

Il primo singolo estratto da Metanoia è stato Happiness, diffuso il 19 giugno 2015 insieme a una versione remixata da Gary Numan. Come secondo estratto nonché ultima anticipazione all'album, il 25 settembre dello stesso anno IAMX ha pubblicato Oh Cruel Darkness Embrace Me, seguito dal relativo video musicale il 9 ottobre.
La promozione dell'album è proseguita attraverso il Metanoia Tour 2015, svolto tra il 6 e il 30 ottobre nell'America nel Nord e tra novembre e dicembre in Europa. Il Metanoia Tour 2016 è invece partito il 10 marzo a Linz per poi terminare a Dresda il 9 aprile seguente, seguito da alcune apparizioni in festival europei a giugno, agosto e ottobre. Poco prima di quest'ultima tournée, il 19 febbraio 2016 IAMX ha pubblicato il terzo singolo North Star e il relativo video.

## Accoglienza
Metanoia è stato accolto positivamente dalla critica specializzata, che ha apprezzato sia il ritorno alle sonorità dei primi anni di carriera di IAMX sia le novità introdotte nei testi e nella musica.
Rafi Shlosman di Cryptic Rock ha elogiato l'album assegnandogli il punteggio massimo di cinque stelle su cinque, spiegando che «album come questo non arrivano una volta all'anno, un decennio o addirittura un secolo, ma piuttosto una volta nella vita. Il livello di crescita che Corner e compagnia hanno attraversato e catturato in questo album non può essere misurato su scala umana per quanto qualsiasi pubblicazione possa tentare». Anche Kelsey Grace di ReGen Magazine ha apprezzato particolare il progetto, notando come «ogni traccia è così straordinariamente brillante che è difficile sceglierne solo alcune per mostrare l'intero album. [...] Dall'inizio alla fine, l'intero album è inondato di sintetizzatori inquietanti, della sua voce sempre risonante e di melodie piene di sentimento». Il sito Reflections of Darkness lo ha definito come il miglior lavoro dell'artista dai tempi di The Alternative, dando il punteggio massimo nella sua recensione.

## Tracce
Testi e musiche di Chris Corner.
1. No Maker Made Me – 3:51
2. Happiness – 3:47
3. North Star – 4:23
4. Say Hello Melancholia – 4:34
5. The Background Noise – 3:38
6. Insomnia – 4:41
7. Look Outside – 3:14
8. Oh Cruel Darkness Embrace Me – 3:08
9. Aphrodisiac – 4:05
10. Surrender – 3:40
11. Wildest Wind – 4:46

## Formazione
Hanno partecipato alle registrazioni, secondo le note di copertina:
- Chris Corner – voce, strumentazione, produzione, programmazione, missaggio, mastering
- Janine Gezang – voce aggiuntiva (tracce 1-3, 7, 8 e 11)

## Classifiche
| Classifica (2015) | Posizione massima |
| ----------------- | ----------------- |
| Belgio (Vallonia) | 142               |